# Enseignement assisté par ordinateur
Pour les articles homonymes, voir EAO et CBT.
L'enseignement assisté par ordinateur ou EAO (en anglais, computer based training ou CBT) est une spécialité informatique qui regroupe les logiciels permettant l'aide à l'apprentissage dans divers domaines, ainsi que les outils utilisés pour créer ces programmes.
Dans la littérature, il est assez difficile d'établir ce qu'est réellement l'EAO. On peut toutefois se référer à des chercheurs tels que Skinner, Crowder, et Jean Piaget. Parmi les théoriciens contemporains il faut aussi noter l'apport de Seymour Papert qui, à travers la création du langage Logo, a permis de donner une dimension plus concrète à l'EAO. On s'est alors éloigné d'une approche directive, où en quelque sorte « le logiciel programmait l'enfant », pour adopter une approche constructive et plus motivante pour celui-ci, qui devenait dès lors plus concentré parce qu'adoptant un rôle plus actif. En 2011, c'est cette approche qui fait l'objet des principaux développements, comme Sankoré ou Moodle.
Les fondements de l'EAO remontent au milieu des années 1980, avec l'avènement et le développement des premiers ordinateurs personnels, des premiers logiciels éducatifs et de périphériques d'interaction homme-machine spécialisés comme la souris ou le crayon optique. Les sciences cognitives réunissent des domaines qui permettent de faire évoluer un tel enseignement.
Les termes anglais CALL (computer assisted language learning) ou CALLT (computer assisted language learning and teaching) renvoient à un EAO appliqué à l'enseignement des langues et non à l'EAO en général, qui se traduit plutôt par les termes de computer-aided learning, ou, plus communément de nos jours, formation en ligne (e-learning).
Les logiciels didactiques d'EAO sont appelés didacticiels. Il en existe différents types (ex: Micro-monde, Tuteur Intelligent). La baisse très rapide des coûts informatiques associée à la gratuité tant des logiciels Open Source que des contenus placés sous des licences libres telles que Creative Commons, associée à la pénurie d'enseignants dans les pays du Sud, en fait une solution que plusieurs pays d'Afrique comme le Mali explorent actuellement, par exemple avec le programme Sankoré (2011) dans le cadre de la solidarité francophone.

## Exemples

### Cabri Géomètre
Cabri est une suite logicielle française de géométrie dynamique destiné principalement à l'apprentissage de la géométrie en milieu scolaire. Il est commercialisé par la société Cabrilog et permet d'animer des figures géométriques, au contraire de celles dessinées au tableau. Il se décline pour la géométrie plane ou pour la géométrie en 3D.

### Autres
- LOGO = micro monde